# Бутан на летних Олимпийских играх 2024

## Квалификация
| № п/п | Вид спорта       | Мужчины        | Мужчины                | Женщины        | Женщины                | Всего          | Всего                  |
| № п/п | Вид спорта       | Завоевано квот | Количество спортсменов | Завоевано квот | Количество спортсменов | Завоевано квот | Количество спортсменов |
| ----- | ---------------- | -------------- | ---------------------- | -------------- | ---------------------- | -------------- | ---------------------- |
| 1     | Лёгкая атлетика  |                |                        | 1              | 1                      | 1              | 1                      |
| 2     | Плавание         | 1              | 1                      |                |                        | 1              | 1                      |
| 3     | Стрельба из лука | 1              | 1                      |                |                        | 1              | 1                      |
|       | ИТОГО            | 2              | 2                      | 1              | 1                      | 3              | 3                      |

## Состав команды
Лёгкая атлетика
1. Кинзанг Лхамо[англ.]

 Плавание
1. Сангай Тензин

 Стрельба из лука
1. Лам Дорджи[англ.]

## Легкая атлетика
Бутан получил одно универсальное место для участия в олимпийском легкоатлетическом турнире.
Беговые дисциплины
| Спортсмен     | Дисциплина      | Финал     | Финал |
| Спортсмен     | Дисциплина      | Результат | Место |
| ------------- | --------------- | --------- | ----- |
| Кинзанг Лхамо | Женщины марафон | 3.52,59   | 79    |

## Плавание
Бутан получил одно универсальное место для участия в олимпийском турнире пловцов.
| Спортсмен     | Дисциплина                  | Заплывы | Заплывы | Полуфиналы           | Полуфиналы           | Финал                | Финал                |
| Спортсмен     | Дисциплина                  | Время   | Место   | Время                | Место                | Время                | Место                |
| ------------- | --------------------------- | ------- | ------- | -------------------- | -------------------- | -------------------- | -------------------- |
| Сангай Тензин | Мужчины 100 м вольный стиль | 56,08   | 74      | завершил выступление | завершил выступление | завершил выступление | завершил выступление |

## Стрельба из лука
Бутан получил одно универсальное место в мужские индивидуальные соревнования по стрельбе из лука.
| Спортсмен  | Дисциплина                        | Предварительный раунд | Предварительный раунд | 1/32                       | 1/16                 | 1/8                  | Четвертьфиналы       | Полуфиналы           | Финал / За 3 место   | Финал / За 3 место   |
| Спортсмен  | Дисциплина                        | Результат             | Посев                 | Соперник Счет              | Соперник Счет        | Соперник Счет        | Соперник Счет        | Соперник Счет        | Соперник Счет        | Место                |
| ---------- | --------------------------------- | --------------------- | --------------------- | -------------------------- | -------------------- | -------------------- | -------------------- | -------------------- | -------------------- | -------------------- |
| Лам Дорджи | Мужчины индивидуальное первенство | 663                   | 28                    | ITA Алессандро Паоли П 3–7 | завершил выступление | завершил выступление | завершил выступление | завершил выступление | завершил выступление | завершил выступление |